# Принц Евгений (линейный корабль, 1721)
«Принц Евгений» — парусный линейный корабль Балтийского флота Российской империи.

## Описание корабля
Парусный линейный корабль 4 ранга, длина судна по сведениям из различных источников составляла от 40,5 до 40,61 метра, ширина от 11,4 до 11,45 метра, а осадка от 4,66 до 4,7 метра. Вооружение судна составляли 50 орудий, а экипаж из 350 человек. Название получил в честь австрийского принца Евгения Савойского, наместника в Австрийских Нидерландах, выступавшего за союз с Россией.

## История службы
Корабль «Принц Евгений» был заложен в Амстердаме по заказу князя Б. И. Куракина в марте 1720 года и после спуска на воду в 1721 вошёл в состав Балтийского флота России. Строительство вёл корабельный мастер Роберт Девенпорт. В 1722 году корабль перешёл из Голландии в Ревель.
В 1723 году в составе эскадры выходил в практическое плавание в Финский залив. В январе следующего года был включён в состав «Мадагаскарской экспедиции», килеван и дополнительно обшит досками и шерстью, однако по указу Петра I 4 (15) февраля 1724 года экспедиция была отменена. В 1724, 1725, 1729 и 1730 в составе эскадр выходил в практическое плавание в Финский залив. Летом 1726 года в Финский залив зашла английская эскадра и корабли был поставлен по диспозиции в Ревельской гавани, орудия верхнего дека были приготовлены к бою. С июля по август 1727 года входил в состав отряда вице-адмирала Н. А. Синявина, доставившего в Киль цесаревну Анну Петровну и герцога Гольштейн-Готторпского. В 1728 и 1732 годах находился в Ревельской гавани. В июне 1731 года пришел из Кронштадта в Ревель, доставивив туда рекрутов, после чего совершил плавание в Киль. До сентября 1731 года находился в крейсерском плавании в Финском заливе. В 1733 году перешёл в Кронштадт, где был признан негодным к несению дальнейшей службы, с корабля был снят такелаж для использования его на строящихся судах.
После 1739 года корабль «Принц Евгений» был полностью разобран.

## Командиры корабля
Командирами корабля «Принц Евгений» в разное время служили:
- Д. Лоренц (в 1722 году, и февраля 1724 года);
- граф Н. Ф. Головин (1723 год);
- Я. Сорокольд (до февраля 1724 года, до 10 (21) июля 1725 года и в 1728 году);
- Я. Дюсен (с 10 (21) июля 1725 года);
- О. Остенсен (1726—1727 годы и в 1729 году);
- капитан 3-го ранга Г. Агазен (1727 год)[7];
- В. Ф. Люис (1730 год);
- У. Вильстер (1731 год);
- Д. Кенеди (1732 год);
- Л. Брант (1733 год).